# Шахтарськ
Шахта́рськ (до 1953 року — селище Кати́к) — місто в Україні, адміністративний центр Шахтарської міської громади Горлівського району Донецької області. Входить до Шахтарської агломерації. Населення — 59 589 мешканців (2001).
Основні галузі економічної діяльності видобуток вугілля, збагачувальні фабрики; легка промисловість; харчова промисловість; каменеобробна промисловість.

## Географія
Місто Шахтарськ розташоване в степовій зоні південно-східної частини України на 60 км на схід від Донецька, на південному схилі головного вододілу Донбасу, на березі річки Вільхова (витік в східних околицях), в межах міста в яку впадає річка Кленова. На захід від міста на річці Вільховій розташоване Вільхівське водосховище.
Загальна площа 50990 км².
На сході житлові квартали міста змикаються з шахтними селищами сусіднього Чистякове.

## Структура управління
Шахтарська міська рада і виконавчий комітет.
До 2014 року в місті було зареєстровано 31 політична партія, серед основних:
- міська організація «Партії регіонів»
- Всеукраїнське об'єднання «Свобода»
- КПУ
- «Жінки за майбутнє»

48 громадських організацій:
- спортивних — 7
- дитячих та юнацьких — 5
- національних меншин — 3
- військово-патріотичних — 7
- жіночих — 4
- підприємців — 7
- благодійних — 3
- ветеранів та інвалідів — 5
- за інтересами — 17

## Природні ресурси та екологія
Рельєф місцевості розподілений балковою системою річки Кринка. Ґрунтовий покрив представлений щебенюватими чорноземами, частково змитими.
Клімат помірно континентальний. Характерні сильні вітри, влітку спекотно. Найхолодніші місяці — січень-лютий (середня температура −7С), найтепліші — липень-серпень (середня температура +35°С). Протягом всього року переважають вітри південно-східного та східного напрямків.
В холодну пору року кількість опадів в середньому 160 мм, в теплу — 354 мм. Влітку опади випадають у вигляді дощів. Стійкий сніговий покрив формується в кінці грудня. Глибина промерзання ґрунту 0,5-0,6 м. Ґрунтові води в заплавах річок та балок — на глибині 0,5-3 м, на вододілах — понад 15 м.
Шахтарськ — місто з критичним станом довкілля. Основним забруднювачем повітря є промислові та допоміжні підприємства; водних ресурсів — підприємства вугільної промисловості та господарсько-побутові стоки.
Велику площу в місті займають породні відвали, які є джерелом негативної дії на довкілля. В зоні їх впливу погіршується динаміка підземних вод. Відсутність ґрунтово-рослинного покрову на таких ділянках посилює прояви вітрової та водної ерозії, тому на них необхідно проводити захисні насадження.
Одна з найгостріших проблем  — проблема розміщення промислових та побутових відходів, санітарне очищення міста від твердих побутових відходів та їх безпечне складування. В місті недостатні та виснажені природні ресурси, необхідно поповнювати зелені насадження, відновлювати зони відпочинку, парки. В місті прийнята програма соціально-економічного розвитку, де в розділі «Охорона навколишнього середовища» представлений ряд невідкладних природоохоронних закладів.

## Історична довідка

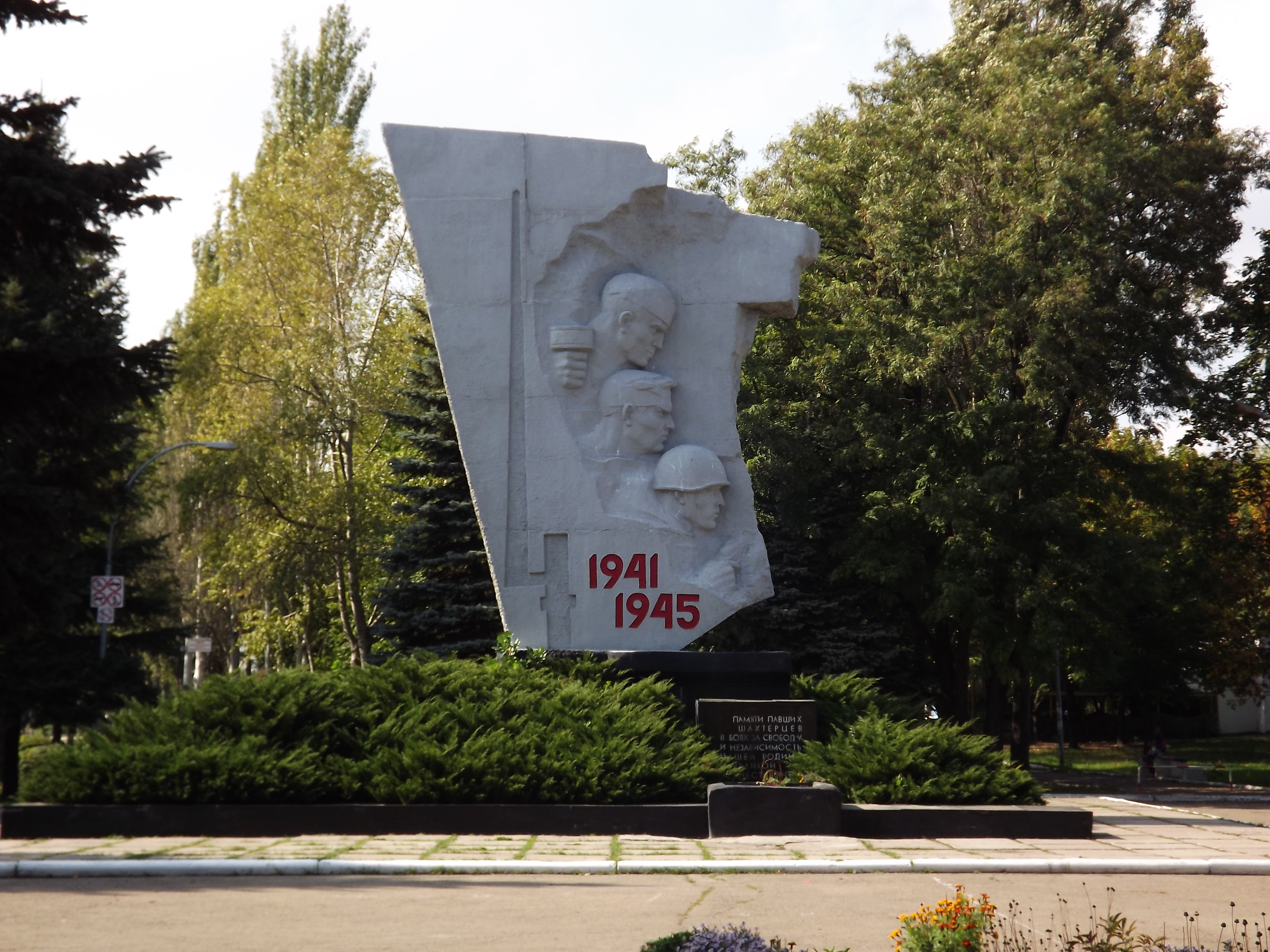
Братська могила радянських воїнів Південного фронту

На території міста люди жили з давніх-давен. Про це свідчить знайдена в селі Вільхівчик Скіфська статуя (V ст. до н. е.), друга статуя, що виявлена тут, є пам'яткою епохи кочівників (IX—XIII ст. н. е.). В часи козаччини — землі Кальміуської паланки Війська Запорозького. У 1746 році ці землі увійшли до землі війська Донського. У 1764 році виникла слобода Олексієво-Орлівка, у  1784 році — селище Вільхівське.
На початку XX століття московський купець Катик А. І. почав спорудження шахт. Так виникло селище Катик. Йшли роки, будувались нові шахти і підприємства, збагачувальні фабрики, канатні підвісні дороги.

### Визвольний рух
6 березня 1917 року в місті дізналися про повалення самодержавства, жителі селища з радістю вітали цю подію. У школі зірвали портрет царя і викинули його в шурф шахти № 9. У селищі роззброїли поліцію.

### За часів УРСР
На місті шахтарського селища виріс Катик — селище міського типу, де працювали клуби, бібліотеки, школи, лікарні. Почалась війна, і 28 жовтня 1941 року місто було захоплено німцями, і лише 2 вересня 1943 року було визволено.
20 серпня 1953 року Указом Президії Верховної ради Української РСР Олексієво-Орлівка, Катик та Ольхівчик були об'єднані в місто, яке одержало назву Шахтарськ.
Наразі місто Шахтарськ — одне з багатьох міст Донеччини з моновиробничою і моногалузевою структурою економіки. З вузькою професійно-кваліфікованою структурою робітничої сили, низькими показниками рівня життя та здоров'я населення. Залежність життєзабезпечення міста від діяльності вугільної промисловості надзвичайно велика.

### Російсько-українська війна з2014року
У середині квітня 2014 року міський голова Олександр Наумович підтримав вимоги про надання особливих умов регіону. У цей же час був знятий державний прапор України з будівлі міської ради та замінений на прапор самопроголошеної ДНР. У травні 2014 року збройні угруповання нейтралізували місцевий відділ міліції.
У липні-серпні 2014 року місто стало місцем запеклих боїв в ході антитерористичної операції проти озброєних угрупувань «ДНР». 31 липня українські бійці загинули під час спроби батальйону 25-ї бригади взяти штурмом місто. Терористи тимчасово поховали біля недобудованої церкви у парку Шахтарська — Артема Джубатканова, Євгена Сердюкова, Олексія Сєдова, Станіслава Трегубчака, Петра Федоряку, Халіна Володимира та, можливо — Володимира Самишкіна.
21 вересня 2014 року, в ході російсько-української війни, українські війська вимушено відійшли з міста.
9 жовтня 2014 року пошукова місія Всеукраїнської громадської організації «Союз Народна Пам'ять» проводила роботи в Шахтарську, фахівцям вдалося виявити тіла сімох українських десантників — імпровізована братська могила. На околиці Шахтарська було знайдено тіло кулеметника.

## Населення
За даними Всеукраїнського перепису населення в Шахтарську проживає 71,6 тисяч чоловік, в тому числі в місті — 59,6 тисяч чоловік, а в селищах міського типу — 9,5 тисяч чоловік, із них:
- селище Контарне — 2 тисячі;
- селище Сердите — 2 тис.;
- селище Московське — 900
- селище Стіжкове — 4,6 тисячі.

Все працездатне населення Шахтарську представлено 41,5 тис. осіб. У народному господарстві зайнято 17,7 тис. осіб (51 % від загальної кількості трудових ресурсів). Рівень зареєстрованого безробіття — 3,7 %. Молодь до 28 років в місті — 25,7 тис., пенсіонерів — 26,4 тис. (36,8 %).

### Національний склад
Національний склад населення Шахтарської міськради за переписом 2001 року
|           | Чисельність | Частка, % |
| українці  | 41 951      | 57,7      |
| росіяни   | 27 412      | 37,7      |
| білоруси  | 1 080       | 1,5       |
| татари    | 689         | 0,9       |
| молдовани | 189         | 0,3       |

### Мовний склад
Рідна мова населення за даними перепису 2001 року:
| Мова            | Чисельність, осіб | Відсоток |
| --------------- | ----------------- | -------- |
| Російська       | 46 146            | 76,44%   |
| Українська      | 13 494            | 22,35%   |
| Білоруська      | 79                | 0,13%    |
| Вірменська      | 40                | 0,07%    |
| Румунська       | 20                | 0,03%    |
| Інші/Не вказали | 589               | 0,98%    |
| Разом           | 60 368            | 100%     |

За даними перепису 2001 року населення міста становило 60368 осіб, із них 22,35 % зазначили рідною мову українську, 76,44 %— російську, 0,13 %— білоруську, 0,07 %— вірменську, 0,03 %— молдовську, 0,01 %— циганську, а також болгарську, грецьку, німецьку, єврейську, польську, румунську, гагаузьку та угорську мову.

## Економічний потенціал
Економічний потенціал міста представлений промисловими підприємствами (24), будівельними організаціями (4), 135 підприємств малого бізнесу. Головну частину промислової продукції забезпечують підприємства вугільної промисловості: 5 із них належать державній холдинговій компанії «Шахтарськантрацит», 2 підприємства з колективною формою власності (ТОВ фірма «Карбон», ТОВ «Шахтовуглесервіс»).
Крім того, промисловість міста представлена: — Підприємство харчової промисловості ВАТ «Шахтарський хліб» — Підприємство легкої промисловості ДПП «ШАТР-1» — Підприємство машинобудування ДП «Донецький підшипниковий завод» — Колективне підприємство «Типографія» — Каменеобробний завод «Омфал»
У місті працює 3 основних автотранспортних підприємства: — Вантажне АТП-11463 — Пасажирське АТП-11415 — Автобаза ДХК «Шахтарськантрацит».
У структурі промисловості міста житлово-комунальний сектор представлений: — 3 житлово-експлуатаційними організаціями — 2 організаціями теплового господарства — міськводоканал — МТП «Міськсвітло» — ТОВ «Рембудсервіс» — ТОВ «Шахтарське КАТП»
Місту Шахтарську надано статус території пріоритетного розвитку. Згідно з цим почалося будівництво нового швацько-трикотажного підприємства на 674 робітничих місця. На фабриці буде випускатися жіночий, чоловічий та дитячий верхній одяг.

## Наука. Освіта
У місті 27 навчальних закладів: із них 3 віднесено до розряду вищих навчальних закладів: Шахтарський кінотехнікум, Шахтарське педагогічне училище, Шахтарський технікум Донецького Національного університету економіки і торгівлі  [Архівовано 19 травня 2017 у Wayback Machine.]; 3 професійно-технічних училища; 21 загальноосвітня школа і ціла мережа дошкільних закладів.

## Медичні заклади
Населення міста обслуговують 9 лікувальних закладів на 260 ліжко-місць і 1760 відвідувань за зміну. Працює територіальний центр з обслуговування одиноких та пристарілих громадян; дитячий будинок інвалідів, дитячий притулок «Звездочка», регіональний протитуберкульозний диспансер.

## Засоби масової інформації
Засоби масової інформації міста представляють:
- Міськрайонна газета «Знамя Победы»
- Регіональна газета «Для всех и специально для вас» (засновник ДХК «Шахтарськантрацит»)
- «Голос трудящихся» — профспілки ДХК «Шахтарськантрацит» та ДХК «Октябрьуголь»
- міська студія радіотелебачення «Місцевий канал телебачення» (МКТ)
- ТОВ ТРК «Альянс» + радіо «Клас»
- ТОВ «Кабельно-інформаційна телевізійна мережа» (КИТС)

## Культура та спорт
До послуг населення міста:
- Палац культури
- 2 клуби
- Шахтарська міська центральна бібліотечна система, фонди якої нараховують понад 1 млн примірників, які обслуговують понад 40 тисяч читачів, книговидача становить 980 тисяч примірників книг за рік
- дитяча школа мистецтв
- Будинок дитячої та юнацької творчості
- Палац спорту «Олімп»
- дитяча та юнацька спортивна школа та 7 громадських спортивних організацій, у яких працює понад 20 гуртків та секцій.
- Народний музей історії баяна імені В. А. Барелюка

## Релігія
У місті діють 4 православні церкви та релігійні общини:
- православні
- євангелістські — християни-баптисти
- християни повного Євангелія «Слово жизни»
- свідки Єгови
- мусульманська община «Ас-салям»
- релігійна община юдеїв.

### Католицька каплиця Матері Божої Остробрамської
У 1990—1992 роках сім'я Рєпіних запрошувала до міста служителів францисканців із костелу св. Флоріана у Шаргороді. З 1992 року місто відвідував о. Ярослав Гіжицький, 16 листопада 2007 єпископ Станіслав Падевський освятив каплицю. Вона знаходиться у звичайному будинку і заснована завдяки спонсору з Польщі (вул. 60 років Жовтня, 13). Її обслуговують священики з парафії св. Йосифа у Макіївці.

## Відомі особи
Уродженці міста:
- Балахонова Анжела Анатоліївна — українська спортсменка;
- Курінний Юрій Юрійович — український політик;
- Красильникова Ярослава Володимирівна (відома як Ярослава) — українська співачка.

## Пам'ятки
- Пам'ятки Шахтарська